# 明星志願 (遊戲)
《明星志願》，官方英文名，是由大宇資訊於1995年1月15日推出的電腦遊戲。玩家扮演周映彤的高中男同學，並在後來經營一間經紀公司，而必須於兩年內按照董事長的要求，取得三項大獎的經營類遊戲。

## 概要

### 開場
玩家扮演某一間公司的職員，總是抱怨公司的會議為何如此多；在好不容易有喘息的機會時，玩家走進一間名為「飛船民歌西餐廳」的地方。在玩家欣賞動人的樂曲時，發覺這熟悉的歌聲，竟是玩家的高中同學 ── 周映彤所唱。玩家趁映彤休息之際，不斷表示欣賞映彤的美及讚美映彤的歌喉，也強調追求映彤者真是不計其數。但映彤卻還堅持著自己的理想，繼續在民歌餐廳駐唱。
玩家回到公司後，玩家向公司一員工方婷，詢問一些關於追求女性的「要訣」。方婷雖然給了答覆，但方婷看到玩家有點不太對勁，感覺應該是去吃藥了似的。之後玩家走向老董的辦公室，向老董提出成立經紀公司的請求。老董一開始認為玩家瘋了，不應該做這種魯莽的行為；但老董想了一下，玩家這樣的提議也能替公司增加名氣，是不錯的作法。於是老董向玩家提出玩家必須於兩年內替公司獲得三項大獎的交換條件。玩家有點遲疑，感覺太困難似的。但還是決定放手一搏，嘗試經營這間自營的經紀公司。
再次遇見映彤的玩家，興奮的告訴映彤說，成立了一間名為「綺麗之夢」的經紀公司。當然，映彤沒聽過這間公司，玩家說這是他自己成立的公司。玩家邀請映彤加入這間經紀公司，並給了她一個承諾，就是要培養映彤成為大紅大紫的全方位藝人。

### 須達條件
玩家主要的最終目的，就是要遵守老董給的承諾，在兩年內獲得三項大獎：廣告獎（於每年十月舉行）、金曲獎（於每年十一月舉行）及金像獎（於每年十二月舉行）。玩家只有3年的時間可用，除了提升旗下藝人的能力，還要再從市井小民人群中，挖掘其他有藝人架式的素人，讓他們也能成為明日之星。

### 遊戲初期
玩家不用設定自己的名字，所以玩家沒有名字，所有遊戲內的角色稱呼玩家，一律以「你」稱呼；也因為是以「自行經營經紀公司」為主，因此除了一開始董事長資助的1,000,000貨幣單位外，之後便無總公司的資助。
一開始，玩家替旗下藝人進行課程訓練時，是必須要支付費用給授課課程的相關教師，如儀態、音感等，旗下藝人不必支付費用，均由公司支付；但如果玩家替旗下藝人安排一些打工賺錢的機會，如臨時演員、街頭藝人、舞台表演等，可以替公司進帳，但相較於一些電影、電視節目，甚至是專輯、電影通告等，酬勞較為優渥，進帳也會更多。

### 能力數值
藝人的每一項數值，最低均為「0」單位，最高均為「999」單位。例如歌技、演技等數值，愈高者，在該項目則是愈吃香，理所當然就表現愈好。但並非每一項是愈高愈好，例如壓力；壓力超過「100」單位，則旗下藝人就可能會有生病的情況，超過「150」單位則很可能會病倒，必須長期休息才能恢復排程。玩家必須隨時注意每一項數值，可能是翻轉成致勝的關鍵。
部分演藝公司等需要藝人參與通告時，能力數值也是是否達到門檻的標準。假設有一廣告通告必須要有「350」單位的演技，但藝人只有「345」單位的演技，這就無法讓藝人參加廣告的通告。但即使達到標準，如果有其他公司的藝人也來報名該通告，或者是不花貨幣請求演藝黃牛關說，也不見得能順利取得接通告的門票。

### 財產
當然，不是每個玩家都會很順利地賺到錢，還有可能會有面臨入不敷出的拮据問題。如果費用支出將要不足，秘書會提醒玩家，要注意財產，接著面臨的情況可能有：
- 假如銀行還有存款，秘書就會將存款全數提出，好度過經濟難關。
- 假如再幾次秘書的多次提醒，卻仍然無法度過經濟難關的情況下，玩家若不向銀行借款，甚至讓財產呈現赤字，就很可能出現遊戲結束的字樣。接著就是玩家流落在街頭的悲慘畫面，而遊戲進度也會因此而被終止，不能再繼續。

#### 酬勞比例
玩家在挖掘人群時，除了正確的談話性技巧，是否能夠說服這些人能夠成為旗下藝人外，也要注意旗下藝人敲定合約與酬勞比例，比例是經紀公司能否有高收入的關鍵，假設一藝人初始談好，願意取得30%的比例，若這個藝人達成了一部酬勞1,000,000貨幣單位的電影通告，則該藝人就以30%的比例，取得300,000的酬勞，經紀公司取得剩下的70%的收入。
初始時，藝人通常會要求20%到40%的比例。藝人也可以因為某些因素，而要求提高比例，玩家因此不能拒絕其要求。例如替公司貢獻很多，分到的酬勞卻很少的想法。

#### 其他支出
- 生日活動

每年旗下藝人的生日，秘書會提醒玩家是否進行生日派對，玩家可以支付5,000貨幣單位替該藝人進行生日活動。
- 休息

玩家可以替旗下藝人安排休息活動，可降低壓力。除休息一日不必由經紀公司支付費用外，休息三日（露營）與休息一星期（出國）均需由經紀公司花費較高的費用。旅遊是花費5,000貨幣單位；出國是花費30,000貨幣單位。

#### 其他投資
除了公司靠旗下藝人打工與通告的收入外，玩家也可以靠下列的兩種方法，替自己再增加收入。
- 銀行存款

存在銀行的存款，只要時間充足，保證能有優渥的利息。存款時間愈久，利息愈高。
- 股市投資

股市是該遊戲中，可以讓玩家投資資金，並且看漲跌決定是否有賺的策略之一。玩家於「證券交易所」中，選定想投資的股後，向「證券交易所」購買股票，以「張」為單位（並非以「股」為單位）投資。股票價格於「每天」更新一次，直至遊戲的「隔天」，玩家才能得知所選的股票是否有賺。
玩家買入股票，是不需要手續費的；但拋售股票時，無論購入股票是賺或是賠，「證券交易所」都要向玩家收取些許手續費後，其餘的才是玩家所得。
在此遊戲內，股市公司在「星期日」也是照常營業的。玩家也可以在「星期日」前往股市公司，進軍投資，或拋售手中所持股票。

## 登場角色
- 周映彤

1972年9月12日出生，處女座，身高168公分、體重54公斤。
本遊戲的主要角色之一，也是玩家於高中時期的校花。由於美貌動人，在學校，似乎有一大堆人想追求她，但映彤卻沒有浪費時間在談情說愛上。可能是處女座自我要求很高的因素，肯吃苦，也只到民歌餐廳駐唱，並等待機會。直到扮演高中同學的玩家找上映彤，提拔她到玩家所屬的「綺麗之夢」經紀公司，人生才有了轉變。
在後期版本的遊戲，因經驗豐富，而另外開設一家唱片公司「EAMI」。
- 余紫茵

1974年6月30日出生，巨蟹座，身高165公分，體重53公斤。於遊戲內的「星期六」時間出現。
出生於雖貧窮，但卻還能有正面想法，也能自得其樂的家庭。有著好的資質，卻沒有強烈的企圖心。最大的願望，就是成為快樂的家庭主婦。
- 高明權

1974年10月10日出生，天秤座，身高182公分，體重75公斤。有著深棕色的馬尾長髮是其特徵。於遊戲內的「星期四」時間出現。
從小出生於職業賭場，因此家庭與黑道扯上了關係。明權原有一雙胞胎哥哥，但在一次意外中不幸喪生，因此明權在不斷的省思後，體驗出生命意義，因此決定脫離家族關係，開創出屬於自己的一條道路。由於有著家族的一些血統，因此還是個很講義氣的漢子，且武術也不錯。
在後期版本的遊戲當中，明權和莫筱芸結婚了。
角色命名構想來源，來自知名歌手高明駿。
- 林妮雯

1975年9月15日出生，處女座。於遊戲內的「星期三」時間出現。
自小出生於婚姻失敗家庭的妮雯，總是像皮球一樣的，被父母、親戚們踢來踢去，所以有著強烈的背叛心理，更不相信所謂的「婚姻速食愛情」這樣的想法。不過運動神經卻是相當的好，困難的動作，妮雯卻能輕易做出。
- 徐心寧

1973年9月1日出生，處女座。於遊戲內的「星期日」時間出現。
從小生在軍事化的家庭，凡事都要一板一眼。父親嚴以律己的教育，讓心寧成為乖巧的小女孩，並造就了心寧拘謹的心態。也因此，心寧只能有看書的唯一嗜好。
- 蔡筱韻

1976年3月29日出生，牡羊座，身高170公分，體重56公斤。於遊戲內的「星期一」時間出現。
自小出生於聲望很高的家庭，父母親都是白領階級。因此造就了筱韻態度傲慢的個性，也有毅力太差，不能吃苦的缺點，更有很容易記仇的特點。但就是因為出生於富有的家庭，因此對於穿著打扮的要求非常高，一登場就有十足的明星架勢。家人也希望，筱韻能夠成為明星，是共同的願望。
- 林俊穎

1977年1月22日出生，水瓶座，身高169公分，體重62公斤。最大的特徵，是有著一頭綠色的頭髮。於遊戲內的「星期五」時間出現。
家裡很算富有的俊穎，算是「小開等級」的「大戶」。林家的三代單傳，希望俊穎能夠開枝散葉，努力的讓林家更能壯大。由於可能是「天資異稟」，所以有著花言巧語，算是一種令女性感到可怕的「殺手」，也可算是典型的花花公子。
角色命名構想來源，來自知名藝人林志穎。
- 許媛媛

1977年5月20日出生，金牛座，身高162公分，體重48公斤。
媛媛由於家裡母親早逝，所以只與父親及三個哥哥共同生活，造就了媛媛「男性化」的成果。就是因為與家中男性成員打成一片，所以膚色給人一種很健康的感覺。
- 蘇長志

1975年5月25日出生，雙子座，身高175公分，體重65公斤。
自小與身為賭鬼的父親一起生活，所以學會了撲克牌的技巧。但巧言令色的個性，讓人覺得非常不好相處。
長志是遊戲中，無法被玩家「邀請」並成為「綺麗之夢」的成員之一。
- 袁珮琪

1977年4月16日出生，牡羊座。
由於父親是個一夜致富的大財主，造就了珮琪放縱與傲慢的個性。這種危險的教養法，卻還讓珮琪沉溺在父親的溺愛中，養成了珮琪不知道自己犯下錯誤的特點。
珮琪也是遊戲中，無法被玩家「邀請」並成為「綺麗之夢」的成員之一。
角色命名構想來源，來自知名藝人辛曉琪。
在後期版本的遊戲中，珮琪的個性因加入慈善團體，幫助了很多需要幫助的人之後，脾氣差的個性改變許多，成了一個較樂觀的人。
- 蘇德華

不是隸屬於綺麗之夢的競爭對手，隸屬「魅力綻放」經紀公司（遊戲預設）。角色命名構想來源，來自香港四大天王之一的劉德華，將其原本姓氏「劉」改為「蘇」。
- 劉倩文

不是隸屬於綺麗之夢的競爭對手，隸屬「魅力綻放」經紀公司（遊戲預設）。角色命名構想來源，來自知名藝人葉倩文，將其原本姓氏「葉」改為「劉」。
- 辛學友

不是隸屬於綺麗之夢的競爭對手，隸屬「魅力綻放」經紀公司（遊戲預設）。角色命名構想來源有二：一是來自四大天王之一的張學友，將其原本姓氏「張」改為「辛」；二是來自知名書局名稱「新學友書局」。
- 海潮偉

不是隸屬於綺麗之夢的競爭對手，隸屬「魅力綻放」經紀公司（遊戲預設）。角色命名構想來源，來自知名藝人梁朝偉，將其原本姓氏「梁」改為「海」。
- 張富城

不是隸屬於綺麗之夢的競爭對手，隸屬「神采藝術」經紀公司（遊戲預設）。角色命名構想來源，來自四大天王之一的郭富城，將其原本姓氏「郭」改為「張」。
- 呂佑民

不是隸屬於綺麗之夢的競爭對手，隸屬「神采藝術」經紀公司（遊戲預設）。角色命名構想來源，可能來自知名藝人呂方，將其原本名字的第二個字「方」，改為「佑民」。
- 沈艷芳

不是隸屬於綺麗之夢的競爭對手，隸屬「神采藝術」經紀公司（遊戲預設）。角色命名構想來源，來自知名已故藝人梅艷芳，將其原本姓氏「梅」改為「沈」。
- 李憶蓮

不是隸屬於綺麗之夢的競爭對手，隸屬「神采藝術」經紀公司（遊戲預設）。角色命名構想來源，來自知名藝人林憶蓮，將其原本姓氏「林」改為「李」。
- 趙淑華

不是隸屬於綺麗之夢的競爭對手，隸屬「絢耀風采」經紀公司（遊戲預設）。角色命名構想來源，來自知名藝人趙詠華，將其原本名字的第二個字「詠」，改為「淑」。
- 卓婷葦

不是隸屬於綺麗之夢的競爭對手，隸屬「絢耀風采」經紀公司（遊戲預設）。角色命名構想來源，來自知名藝人孟庭葦（本名：陳秀玫），將其原本名字之姓氏「孟」改為「卓」，也將原本名字之第二個字「庭」改為同音字「婷」。

### 其他
- 方婷

玩家的專人秘書，替玩家解決或講解事情。但有點嘮叨，愛「碎碎唸」。
順帶一提，若玩家沒有追逐到心目中的夢中情人，方婷就會成為玩家的另一半牽手過一生的對象。但即使下班仍然公私不分，一直在家對著自己的先生抱怨著公司的事情，讓玩家覺得很不浪漫。
- 寶物老伯

本名不詳，販售著各種奇特物品的老伯。
有時候會在玩家當星探，或者在玩家自由活動，於非正式場合出現。特徵是穿著咖啡色的西裝外套，打著領帶，戴著一副粗框眼鏡，且總是笑臉迎人。
販售的物品，可以增加旗下藝人的其中一項能力（壓力除外，採降低方式），或者是替公司增加其中一項能力。價格最低為1,000貨幣單位，最高300,000貨幣單位。
- 演藝黃牛

本名不詳，替玩家爭取合約或通告的大叔。同樣也有時候，會在玩家當星探，或者在玩家自由活動，於非正式場合出現。特徵是打著黃色領帶，捲起長袖襯衫到手肘，穿著吊帶褲，並留有大量鬍渣的頹廢男人。
演藝黃牛可替玩家增加公司的公共關係，或者替玩家保證爭取到如廣告、電視劇、唱片，與電影通告。玩家花10,000貨幣單位，可以增加20單位的公共關係；保證爭取到通告，則要花50,000貨幣單位。
下列人物，從星期一至星期日，均會出現。但玩家在「一天」當中，只能選擇一種人物，著手進行相關業務。
- 廣告公司人員

本名不詳，在「AD廣告公司」（Architectural Design，實際上名為「建築設計」，與廣告業無關，只是這兩個字的第一個字恰好與廣告的縮寫「AD」一樣，故取名之）工作，並替玩家講解通告內容、簽約（接廣告通告），以及解約（取消通告）的女性角色。戴著毛線帽子是其特徵。
- 電視公司人員

本名不詳。在「STAR電視公司」工作，替玩家講解通告內容、簽約（接電視節目通告），以及解約（取消通告）的男性角色。有著一頭長髮，身穿黑色襯衫、白馬甲背心，並打純綠色領帶是其特徵。
- 唱片公司人員

本名不詳。在「BARK唱片公司」工作，替玩家講解通告內容、簽約（接音樂專輯通告），以及解約（取消通告）的男性角色。有著一副眼鏡，並配戴綠點黃底的領帶，黑色馬甲上還有微笑胸章，並叼著一根香菸是其特徵。
- 電影公司人員

本名不詳。在「P & P電影公司」工作，替玩家講解通告內容、簽約（接電影通告），以及解約（取消通告）的女性角色。身穿藍色外套，並有棕色頭髮、抹口紅是其特徵。
- 銀行行員

本名不詳。替玩家服務存款、提款，以及辦理貸款等服務的男性角色。有著一副圓框眼鏡，及綁著馬尾辮是其特徵。
銀行提供玩家存款，是每月都有計息的。銀行行員會按照玩家存放在銀行的時間，給予優惠的利息。存款愈多，利息也就很高。
相對的，玩家向銀行的借貸，是必須要計算利息的。借貸期限愈久，利息也就愈多。
順帶一提，銀行服務也有在遊戲當中的「星期六」與「星期日」營業。

## 打工與課程
課程與打工是增加藝人大部分能力的方法（但也可能會相對地減少一部分能力）。

### 課程
課程分為下列種類：
- 禮儀訓練
- 美姿訓練
- 舞蹈訓練
- 樂理訓練
- 發音訓練
- 詞曲訓練
- 樂器訓練
- 表情訓練
- 舞台訓練
- 攝影訓練

所有課程，皆從初等開始，最高等級為特級。當然，等級愈高，公司所花費的支出也就愈高。而課程的費用支出，均由公司支付，旗下藝人不必支付。

### 打工
打工是藝人能參與的常態性活動，包括公司內部與外部的活動。下列為該遊戲所有的活動，其貨幣單位，均以「每日」計算。
- 公司事務

屬義務幫忙，因此無收入。
- 街頭表演

有600貨幣單位的收入。
- 慈善義工

屬慈善性質，因此無收入。
- 臨時演員

有800貨幣單位的收入。
- 舞池DJ

有1,000貨幣單位的收入。
- 幕後合音

有800貨幣單位的收入。
- 民歌演唱

有800貨幣單位的收入。
- 人物配音

有800貨幣單位的收入。
- 舞群伴舞

有1,200貨幣單位的收入。
- 餐廳演唱

有1,000貨幣單位的收入。
- 藝術攝影

有1,500貨幣單位的收入。
- 舞台作秀

有1,500貨幣單位的收入。
當然，這些收入，也是按照藝人與玩家當時談的比例進行拆帳。像是一位藝人，他跟玩家談的是30%的酬勞，進行了一日的街頭表演，藝人就取得180的貨幣單位，公司就有420的貨幣單位收入。

## 通告
藝人在有著一定能力的時候，就可以接通告。玩家可以向相關的公司，進行簽約動作，此時，玩家就必須履行與相關公司的通告義務。一般而言，玩家看到符合的通告，就可以先預約。而玩家也可以考慮到通告過多者，可以在負責人尚未決定人選前取消通告，此時的取消是不用支付違約金的。等到相關的負責人看中哪一位藝人最能符合他們的需求時，玩家則必須先支付簽約金（一般而言，是合約金額的2%），再必須仔細地安排旗下藝人的通告。若玩家在時限前完成通告，則可獲得合約金，與旗下藝人進行比例性拆帳。而若玩家在時限前，因例如無法勝任合約等一些條件，而未完成通告，而要求向相關公司解約者，則玩家要支付相關通告的違約金（一般而言，是合約金的一半金額）；而超過時限未完成通告者，除了支付違約金，還會對公司與旗下藝人的聲譽有重大的打擊。不得不慎。
通告有下列的種類：
- 廣告外景

即拍攝廣告。當然，外景不代表廣告場景都是戶外，也有室內的廣告。
- 電視劇通告

即拍攝電視劇，包括了古裝劇與現在劇等。
- 唱片錄音

即灌錄唱片。若藝人能夠完成唱片灌錄，則該唱片為該藝人的作品。唱片數量愈多，則在日後的活動（如演唱會）也有幫助。
- 電影拍片

即拍攝電影。電影有分好幾種種類，當然也包括情色片。不過礙於遊戲尺度，不會有真正的「養眼畫面」。
而通告都是在遊戲中的「星期一」到「星期六」進行，不會在「星期日」進行。
當然，唱片通告與電影通告，分別占了玩家答應老董的三項大獎之中的兩項，因此玩家必須掌握這個重要的關鍵。

## 特別活動
下列的三組其他活動，其行程只能被安排在星期日，玩家別無選擇（因此較無休息時間）。
一個藝人只能選擇三種活動的其中之一，但三個藝人都可以在同一個星期內，進行這三種不同的活動。
- 拍攝寫真集

寫真集是不分男女，皆可拍攝，但必須達到一定的條件，才可接此通告。收入非常可觀。但一個月只能辦拍攝寫真集或演唱會一次。
- 歌友會或影友會

在旗下藝人完成唱片，或者拍攝完電視或電影影片後的活動。可增加藝人知名度，及其他能力。但二者只能選一，且一個星期只能辦一次。
- 演唱會

當公司發行到一定數量的唱片後，玩家可舉辦演唱會，提升藝人的知名度等相關能力，也能替公司進帳。但一個月只能辦拍攝寫真集或演唱會一次。

### 電視節目
電視節目通告，也是只能被安排星期日的活動。下列是此遊戲中的兩種電視節目名稱及大概內容。
- 天生玩家

《天生玩家》是五名藝人共同於一間攝影棚進行「快問快答」的一個節目。主持人會發問一個問題，並且給三十個提示，玩家必須選擇是否符合該問題的條件，決定對錯。答題最多者，可獲得一萬貨幣單位的獎金。
假設問題是「下列哪些是中國的詩人？」若是答案有「杜甫」，參賽者就必須選擇「正確」的選項；答案為「豆腐」者，參賽者就必須選擇「不正確」的選項。
若有兩位或以上的玩家是該局成績最高且相同者，則由電腦亂數決定一位玩家。
《天生玩家》命名構想來源，來自華視綜藝節目《天生贏家》。
- 滾球大賽

《滾球大賽》（英文：Let's Bowl）是兩名藝人打保齡球得高分的節目。玩家與任意一位非隸屬於「綺麗之夢」的藝人，進行保齡球對決。與一般保齡球規則相同，最高分者可獲得三萬貨幣單位的獎金。
此遊戲內，要是運動神經細胞較好者，較好掌控球路；反之則否。但該遊戲沒有特別的獎勵，如連續全倒次數，或者一局的總分達較高的標準。
《滾球大賽》命名構想來源，來自華視綜藝節目《滾球大戰》。
順帶一提，在遊戲中出現在遮球欄上的「G0049」字樣，是大宇資訊在內部對自行研發與發行的遊戲所定義的遊戲編號。因此，《明星志願》的遊戲編號是G0049。